# Райчо Русев
Райчо Русев е съвременен български поет и преводач.

## Биография и творчество
Роден е на 20 октомври 1949 година в село Малко Брягово, Харманлийско. Завършва славянски филологии в СУ „Климент Охридски“.
Работи като преводач от руски и сръбски: Вил Липатов (”Игор Савович“), Василий Афонин (”Последна есен“), Леонид Андреев (”Юда из Кариота“), Леонид Соловьов (”Повест за Настрадин Ходжа“), Милан Йованович („Стъклената мастилница“). Поезия започва да публикува на 55-годишна възраст. Негови стихове са превеждани на испански, френски, руски и сръбски. Публикуван е в различни алманаси и издания на сръбски език. На руски е превеждан от Терджиман Киримли, Ирина Петрова, Искандер Борисов.
Има няколко награди от хумористичния конкурс „Очи за себе си“, сред които първа награда през 2006 г. През 2012 г. книгата му „СтиховеЙ“ получава наградата на Съюза на инвалидите в България. През 2017 г. е удостоен с наградата „Иван Николов“, учредена от село Горски извор.
Стихотворението му „Връщане“ е включено в учебника по литература за 11. клас на издателство „БГ Учебник“.
Райчо Русев е герой в цикъла стихотворения на Елена Алекова „Зад кадър“.

## Произведения
- „Лични стихове“ (2005)
- „Шепа стихове“ (2007)
- „Стихове на вятъра“ (2007)
- „СтиховеЙ“ (2010)
- „Стiхове от втория етаж“ (2013)
- „СтиХИхове“ (2019)